# トゥーフォ
トゥーフォ（伊: Tufo）は、イタリア共和国カンパニア州アヴェッリーノ県にある、人口約900人の基礎自治体（コムーネ）。

## 地理

### 位置・広がり

#### 隣接コムーネ
隣接するコムーネは以下の通り。
- アルタヴィッラ・イルピーナ
- ペトルーロ・イルピーノ
- プラータ・ディ・プリンチパート・ウルトラ
- サンタ・パオリーナ
- トッリオーニ

## 行政

### 分離集落
トゥーフォには、以下の分離集落（フラツィオーネ）がある。
- San Paolo, Santa Lucia, Santo Stefano